# Guillac, Morbihan

Guillac este o comună în departamentul Morbihan, Franța. În 1 ianuarie 2022 avea o populație de 1.402 de locuitori.